# Meyumuluka
Cet article concerne un district de la région Somali en Éthiopie. Pour le district de la région Oromia, voir Meyu.
Meyumuluka (ou Meyu Muluke ; en somali : Mayaa-muluqo) est un woreda de l'est de l’Éthiopie situé dans la zone Erer de la région Somali. Ce district a 11 907 habitants en 2007 et porte le nom de son centre administratif Meyu Muluke.
Extrémité nord de la zone Erer, Meyumuluka est limitrophe de la zone Est Hararghe de la région Oromia,.
Son centre administratif est Meyu Muluke[Où ?].
|           | Midega Tola (en) |         |
| Meyu (en) | Meyumuluka       | Babille |
| Lagahida  | Fik              |         |

Le district est principalement habité par le sous-clan Murule du clan Hawiyé,[réf. à confirmer].
Le recensement national de 2007 y fait état de 11 907 habitants dont 35 % de citadins qui sont les 4 157 habitants de Meyu Muluke, le district recensé s'étendant encore à l’époque sur sa plus grande superficie.
Presque tous les habitants sont musulmans.
En 2022, la population est estimée sur le même périmètre à 17 721 personnes avec une densité de population de 8 personnes par km2 et 2 157 km2 de superficie.
Le district perd toutefois du territoire entre-temps et n'occupe plus que 667 km2 en 2021,.